# Jeg har elsket og levet
Jeg har elsket og levet er en dansk film fra 1940. Det er en romantisk sangfilm om komponisten C.E.F. Weyse.
Filmens titel er et citat fra Oehlenschlägers oversættelse af Schillers "Des Mädchens Klage", indlagt i hans Sanct Hansaften-Spil (1802):
Maria [synger]
Dybt Skoven bruser og Skyen gaaer.
Ved Strandens Blomsterbred Pigen staaer.
Høit opskyller Bølgen saa brat, saa brat;
og hun synger ud i den dæmrende Nat,
af trøstesløs Kummer henrevet.
Ak Hiertet er dødt og hvorhen hun seer
er intet, intet at ønske sig meer.
Du Hellige! kald da dit Barn til dit Bryst
Mig har jo alt henrykt den jordiske Lyst.
Jeg har jo alt elsket og levet!
Konen.
Deres Stemme har dog en herlig Klang.
Hvad hedder den Arie?
Maria.
Teklas Sang.
Den er oversat efter tydsk Poesie
til Weyses deilige Melodie.
Se nærmere i Kalliope
Manuskriptet er skrevet af Fleming Lynge med instruktion af George Schnéevoigt, som blev assisteret af Bjarne Henning-Jensen. Blandt de medvirkende kan nævnes:
- Erling Schroeder
- Ellen Gottschalch
- Johannes Meyer
- Edith Oldrup
- Bjarne Forchhammer
- Inger Stender
- Aksel Schiøtz
- Angelo Bruun
- Edvin Tiemroth
- Karen Lykkehus
- Hans Kurt
- Carl Viggo Meincke
- Victor Montell